# Samson und Delila
Samson und Delila is een Oostenrijkse dramafilm uit 1922 onder regie van Alexander Korda.

## Verhaal
Julia Sorel is een gevierde operazangeres. Haar grootste bewonderaar is de opdringerige grootvorst Andrej. Ze moet Delila spelen in een opera en gaat te rade bij een rabbijn om zich in te leven in haar rol. Al gauw ontstaan er parallellen tussen haar eigen leven en het Bijbelverhaal.

## Rolverdeling
| Acteur           | Personage                     |
| ---------------- | ----------------------------- |
| María Corda      | Julia Sorel / Delila          |
| Franz Herterich  | Grootvorst Andrej / Abimelech |
| Ernst Arndt      | Cassari                       |
| Oskar Hugelmann  | Scheepskok                    |
| Alfredo Galoar   | Samson                        |
| Franz Hauenstein | Ebu Ezzra                     |
| Paul Lukas       | de tenor Ettore Rico          |